# ロンドン・シティ・ライオネス
ロンドン・シティ・ライオネス (英語: London City Lionesses) は、イングランド・ロンドン南東部ブロムリーを本拠地とする女子サッカークラブ。2025年からはウィメンズ・スーパーリーグに所属している。

## 歴史
チーム発足からわずか6年、ミルウォール・ライオネセスLFCを基に、男子チームを持たずに女子トップリーグ（ウィメンズ・スーパーリーグ）に昇格した初の完全独立チームである。 
2019年5月13日、ミルウォールFCは声明を発表し、チームの公式女子傘下チームであるミルウォール・ライオネセスLFCの取締役会と上級管理職がクラブから分離し、独立した組織となり、新しい名称で運営する意向を表明したと発表した。
2025年5月4日、ライオネスはシーズン最終戦でバーミンガム・シティLFCと引き分け、ウィメンズ・スーパーリーグへ悲願の初昇格を決めた。 

## タイトル

### 国内
- 女子選手権：1回（2024-25）

## シーズン成績
| シーズン | リーグ       | 試 | 勝 | 分 | 敗 | 得 | 失 | 勝点 | 順位 | チーム数 | FAカップ  | リーグカップ |
| -------- | ------------ | -- | -- | -- | -- | -- | -- | ---- | ---- | -------- | --------- | ------------ |
| 2019-20  | FA女子選手権 | 15 | 8  | 2  | 5  | 25 | 24 | 26   | 4位  | 11       | 4回戦敗退 | GS敗退       |
| 2020-21  | FA女子選手権 | 20 | 6  | 6  | 8  | 19 | 19 | 24   | 6位  | 11       | 4回戦敗退 | GS敗退       |
| 2021-22  | FA女子選手権 | 22 | 13 | 2  | 7  | 35 | 22 | 41   | 2位  | 12       | 4回戦敗退 | GS敗退       |
| 2022-23  | 女子選手権   | 22 | 14 | 3  | 5  | 49 | 20 | 45   | 3位  | 12       | 4回戦敗退 | GS敗退       |
| 2023-24  | 女子選手権   | 22 | 7  | 4  | 11 | 26 | 36 | 25   | 8位  | 12       | 5回戦敗退 | 準々決勝敗退 |
| 2024-25  | 女子選手権   | 20 | 13 | 4  | 3  | 38 | 17 | 43   | 1位  | 11       | 5回戦敗退 | GS敗退       |
| 2025-26  | WSL          | 22 |    |    |    |    |    |      |      | 12       |           |              |

1. ↑  2009-10シーズンまではFA女子ナショナルリーグカップ、2011シーズンからはFA女子リーグカップ。
2. ↑  2019-20シーズンはコロナ禍により中断、中断時までの公式記録がシーズンの記録となった。

## 現所属メンバー
2025年5月4日現在
注：選手の国籍表記はFIFAの定めた代表資格ルールに基づく。
| No. | Pos. |                  | 選手名                   |
| --- | ---- | ---------------- | ------------------------ |
| 2   | DF   | ニュージーランド | グレース・ネヴィル       |
| 5   | DF   | イングランド     | テヤ・ゴールディ         |
| 7   | MF   | 中華人民共和国   | 沈夢雨                   |
| 8   | MF   | 日本             | 熊谷紗希                 |
| 9   | FW   | スウェーデン     | コソヴァレ・アスラニ     |
| 10  | MF   | イングランド     | ゲサ・マラシ             |
| 11  | FW   | セルビア         | ミリャナ・イヴァノビッチ |
| 12  | GK   | イングランド     | ハーマイオニー・カル     |
| 13  | MF   | カメルーン       | シャルレーヌ・メヨン     |
| 14  | MF   | スペイン         | マリア・ペレス           |
| 15  | MF   | スウェーデン     | ソフィア・ヤコブソン     |
| 16  | MF   | スウェーデン     | ユリア・ロダル           |

| No. | Pos. |                | 選手名                   |
| --- | ---- | -------------- | ------------------------ |
| 18  | FW   | イングランド   | ダニエル・カーター       |
| 19  | FW   | フィンランド   | ロッタ・リンドストローム |
| 20  | DF   | イングランド   | マディ・ワイルド         |
| 22  | DF   | イングランド   | セリス・ブラウン         |
| 23  | FW   | イングランド   | イソベル・グッドウィン   |
| 24  | DF   | イングランド   | フレイヤ・ゴッドフリー   |
| 25  | MF   | ナイジェリア   | ロフィア・イムラン       |
| 27  | DF   | アメリカ合衆国 | コリンヌ・ヘンソン       |
| 28  | GK   | イングランド   | ソフィー・ヒリヤード     |
| 32  | GK   | イングランド   | エミリー・オーマン       |
| 35  | GK   | イングランド   | ソフィア・プア           |

## 歴代所属選手
- ソフィア・ヤコブソン 2024-
- コソヴァレ・アスラニ 2024-
- 熊谷紗希 2025-